# Emilia negellensis
Emilia negellensis là một loài thực vật có hoa trong họ Cúc. Loài này được Mesfin & Beentje mô tả khoa học đầu tiên năm 2004.